# لایو استورم
لایواستورم یک نرم‌افزار کنفرانس آنلاین مبتنی بر مرورگر است که برای اشتراک‌گذاری و پخش زنده به صورت لحظه‌ای (real time) استفاده می‌شود. می‌توان از آن برای تقویت جلسات از راه دور، نمایش محصولات، کنفرانس‌های مجازی (وبینار) فروش، درس‌های آنلاین، جلسات حضوری و موارد دیگر استفاده کرد.

## تاریخچه
لایواستورم در سال ۲۰۱۶ در پاریس، فرانسه تأسیس شد.

## فناوری
هسته لایواستورم بر روی استفاده از وب‌آرتی‌سی و وب‌سوکت برای تعاملات هم‌زمان با تأخیر کم متمرکز است. کیفیت و قالب پخش ویدئو به‌طور خودکار با مرورگر وب هر بیننده سازگار می‌شود. این جریان یک جریان وب‌آرتی‌سی را برای مرورگرهای سازگار از جمله گوگل کروم، فایرفاکس و اپرا ارائه می‌کند و در اینترنت اکسپلورر و سافاری HLS را کاهش می‌دهد.

## نسخه‌ها و ویژگی‌ها
لایواستورم دارای کنفرانس مجازی اچ‌دی و پخش ویدئو، اشتراک‌گذاری صفحه نمایش، کنفرانس مجازی مبتنی بر مرورگر، چت متنی برای شرکت‌کنندگان، پرسش و پاسخ متنی برای شرکت‌کنندگان، نظرسنجی در طول کنفرانس مجازی، صفحه ثبت‌نام سفارشی، پخش مجدد برای پخش یا دانلود، دعوت از مجریان مهمان به صحنه، اشتراک‌گذاری اسناد از طریق آپلود، جاسازی‌های ویدیوی یوتوب و پشتیبانی چند زبانه است.
همچنین ویژگی‌هایی که برای بازاریابی فراهم می‌کند عبارتند از: ایجاد فرم ثبت سفارشی قابل جاسازی در هر صفحه دیگری، ردیابی منبع، گزارش تجزیه و تحلیل، تجزیه و تحلیل مجدد، متغیرهای پشتیبانی کننده دعوت نامه ایمیل با استفاده از موتور قالب لیکویید، پروفایل‌های ثبت نام و…